# Ravnene på Tower of London
Ravnene på Tower of London er en gruppe på mindst seks ravne, der bor på Tower of London. Deres tilstedeværelse skulle ifølge en populær overtro beskytte den engelske krone og slottet. Overtroen forlyder at "hvis Tower of London-ravnene forsvinder eller flyver væk, så vil kronen falde og det samme vil Storbritannien".

Historisk har vilde ravne været almindelige over hele Storbritannien, selv inde i byerne, og Tower of London har således været inden for deres naturlige habitat. Da de blev udryddet i deres normale habitat, inklusive i London, kunne de kun eksistere på fæstningen i fangeskab og med officiel støtte. En lokal legende angiver at ravnene i fangeskab begyndte under Charles 2. (regerede 1660-1685).
Nogle historikere mener, at Towers ravne-mytologi sandsynligvis er en victoriansk opfindelse (omkring 1837-1901). Nogle af ravnene på Tower er specielt opdrættede i Somerset.